# Томак Микола Миколайович
Мико́ла Микола́йович Томак (нар. 9 квітня 1982, с.Нерубайка, Новоархангельський район, Кіровоградська область — пом. 21 листопада 2014, м.Горлівка, Донецька область, Україна) — український військовик, молодший сержант, заступник командира взводу 34 ОМПБ, 57 ОМПБр Збройних сил України.

## Життєпис
Народився 9 квітня 1982 року в селі Нерубайка Новоархангельського району Кіровоградської области. У 1988 році разом із батьками переїхав у село Торговиця (Новоархангельський район). У 1988—1999 роках навчався в Торговицькій ЗОШ імені Євгена Маланяка. Закінчив у 2003 році ПТУ № 30 села Торговиця, за спеціаольністю водій. Після строкової служби в армії повернувся додому, працював механізатором, трактористом, водієм, верстатником, працівником з благоустрою. Член ВО «Свобода».
19 березня 2014 року пішов добровольцем захищати Вітчизну.
Головний сержант взводу — 34-й окремий мотопіхотний батальйон, 57-а окрема мотопіхотна бригада. Начальник блокпосту.
На війні не ховався від вибухів, виконуючи військовий обов'язок. Загинув 21 листопада 2014 року від отриманих поранень, одне з яких у сонну артерію, коли терористи обстріляли блокпост із РСЗВ «Град» біля Горлівки.
Без Миколи залишились мати та сестра.
Похований у селі Торговиця, Новоархангельський район.

## Нагороди
- Орден «За мужність» III ступеня — за особисту мужність та героїзм, виявлені у захисті державного суверенітету та територіальної цілісності України, вірність військовій присязі під час російсько-української війни, 27 червня 2015 року (посмертно)[5].
- Медаль «За жертовність і любов до України» Української православної церкви Київського Патріархату (посмертно)[6].
- Відзнака Кіровоградської області «За мужність і відвагу» (посмертно).

## Вшанування пам'яті
13 жовтня 2015 року в Торговиці відкрито меморіальну дошку честі Миколи Томака, Івана Сурженка, Олександра Азарова, Миколи Покрищенка. Благодійник вирішив залишитися невідомим.
На честь Миколи Томака названа вулиця в його рідному селі Торговиця, колишня вулиця Леніна.